# Gibraltar Football League
Gibraltar Football League (GFL), grundad som Gibraltar National League, är sedan 2019 Gibraltars enda division i fotboll för herrar och lyder under Gibraltars fotbollsförbund. Ligan var en sammanslagning mellan Premier Division och Second Division.
Den 15 oktober 2021 meddelade Gibraltars fotbollsförbund att alla matcher under säsongen 2021/2022 skulle streamas online genom ett sändningsavtal med footters.

## Klubbar 2023/2024
- Bruno's Magpies
- College 1975
- Europa
- Europa Point
- Glacis United
- Lincoln Red Imps
- Lions Gibraltar
- Lynx
- Manchester 62
- Mons Calpe
- St Joseph's

## Mästare
- 2019/2020 – Ingen mästare[b]
- 2020/2021 – Lincoln Red Imps
- 2021/2022 – Lincoln Red Imps
- 2022/2023 – Lincoln Red Imps
- 2023/2024 – Lincoln Red Imps

## Anmärkningslista
1. ↑  Första säsongen var tänkt att innehålla sexton lag, men tre lag drog sig ur av olika anledningar och ett uteslöts under pågående säsong. Under den andra säsongen uteslöts ytterligare ett lag.
2. ↑  Ingen mästare utsedd på grund av coronaviruspandemin.